# Dragan Tarlać
Dragan Tarlać (in serbo Драган Тарлаћ?; Novi Sad, 9 maggio 1973) è un ex cestista jugoslavo con cittadinanza greca, professionista in Europa e nella NBA.

## Carriera
Con la Jugoslavia ha disputato i Giochi olimpici di Sydney 2000 e due edizioni dei Campionati europei (1999, 2001).

## Palmarès
- Campionato greco: 5

Olympiakos: 1992-93, 1993-94, 1994-95, 1995-96, 1996-97
- Campionato russo: 1

CSKA Mosca: 2003-04
- Coppa di Grecia: 2

Olympiakos: 1993-94, 1996-97
- Coppa dei Campioni: 1

Olympiakos: 1996-97